# Petra Kvitová
Petra Kvitová (Bilovec, Txecoslovàquia, 8 de març de 1990) és una tennista txeca professional des de l'any 2006. Ha guanyat diversos torneigs del circuit WTA, entre els quals destaquen els Grand Slams de Wimbledon (2011, 2014), la Copa Masters 2011 i la medalla de bronze individual en els Jocs Olímpics de Rio de Janeiro 2016. El seu millor rànquing individual és la segona posició aconseguida a final de l'any 2011.
És jugadora habitual de la Fed Cup amb l'equip txec, competició que ha guanyat en cinc ocasions (2011, 2012, 2014, 2015, 2016), i esdevenint una de les peces clau perquè l'equip txec hagi dominat aquesta competició durant la dècada del 2010.

## Biografia
Filla de Jiří Kvita i Pavla Kvitová, Petra Kvitová va néixer el 8 de març de 1990 a Bílovec dins l'extingida Txecoslovàquia, i actualment pertanyent a la República Txeca. El seu pare la va introduir en el món del tennis i es va entrenar en la seva ciutat natal fins als 16 anys, moment en què un entrenador la va convèncer per començar la seva carrera professional.

## Torneigs de Grand Slam

### Individual: 3 (2−1)
| Resultat  | Núm. | Any  | Torneig          | Oponent          | Marcador         |
| --------- | ---- | ---- | ---------------- | ---------------- | ---------------- |
| Campiona  | 1.   | 2011 | Wimbledon        | Maria Xaràpova   | 6−3, 6−4         |
| Campiona  | 2.   | 2014 | Wimbledon (2)    | Eugenie Bouchard | 6−3, 6−0         |
| Finalista | 1.   | 2019 | Open d'Austràlia | Naomi Osaka      | 6−7(2), 7−5, 4−6 |

## Jocs Olímpics

### Individual
| Any  | Campionat                             | Oponent      | Resultat      |
| ---- | ------------------------------------- | ------------ | ------------- |
| 2016 | Jocs Olímpics, Rio de Janeiro, Brasil | Madison Keys | 7−5, 2−6, 6−2 |

## Carrera
Els primers resultats van aparèixer l'any 2008. A París va vèncer fàcilment a Anabel Medina Garrigues, número 30 del rànquing mundial, en primera ronda per després perdre davant Ielena Deméntieva a segona ronda. En el torneig de Memphis va aconseguir la primera gran victòria de la seva trajectòria superant a l'exnúmero 1 del món Venus Williams venint de la fase prèvia. Tot i no avançar en la resta de torneigs que va disputar, es va classificar pel seu primer Grand Slam a Roland Garros i va arribar a quarta ronda de forma inesperada. A segona ronda va superar Samantha Stosur però no pogué fer el mateix contra Kaia Kanepi. A la resta de torneigs no va superar les primeres rondes excepte a Budapest, on va arribar a quarts de final d'un torneig WTA per primera vegada, i després a Zuric. Aquests resultats li van permetre escalar fins al Top 50 del rànquing mundial. També va disputar algun torneig de la ITF com per exemple el de Montsó, on va guanyar a Yanina Wickmayer en la final.
L'any 2009 va començar de forma esplèndida malgrat la derrota en el seu primer partit de l'any. Després de perdre a Brisbane va guanyar el seu primer torneig en el circuit professional a Hobart superant a Iveta Benešová en la final. Aquest resultat no va tenir continuïtat i va perdre en les primeres rondes en la majoria de torneigs com en el seu primer Open d'Austràlia. Només a Indian Wells va arribar a tercera ronda on va caure davant Vera Zvonariova, que en seria la campiona. A causa d'una lesió en un turmell no va poder disputar el Roland Garros i també va perdre a primera ronda a Wimbledon. En el US Open va guanyar a la llavors número 1 del rànquing individual, Dinara Safina, a tercera ronda, però va caure contra Wickmayer en la següent. Llavors fou finalista a Linz, segona final de l'any, però fou superada novament per Wickmayer.
La temporada 2010 no va ser tan positiva a nivell de títols. A l'Open d'Austràlia va arribar a segona ronda després de ser superada per Serena Williams, que finalment en fou la campiona. A Memphis va aconseguir arribar a semifinals però va perdre davant Maria Xaràpova, que també en fou la campiona. Sense més resultats destacats es va plantar a semifinals del Grand Slam de Wimbledon. Pel camí va vèncer a diverses caps de sèrie com Zheng Jie (23), Viktória Azàrenka (14) o Caroline Wozniacki (3). A quarts de final va superar a Kanepi després de salvar cinc punts de partit i recuperar un 4-0 en contra en el tercer set. A semifinals va caure davant Serena Williams, número 1 del rànquing i defensora del títol. Aquest resultat li va permetre entrar al Top 30 per primera vegada. Com era habitual, aquests resultats no tenien continuïtat i va perdre en primera ronda de diversos torneigs. Aquesta ratxa negativa de sis derrotes consecutives es va trencar en el US Open, on va arribar fins a tercera ronda fins a perdre davant Kim Clijsters, campiona del torneig.

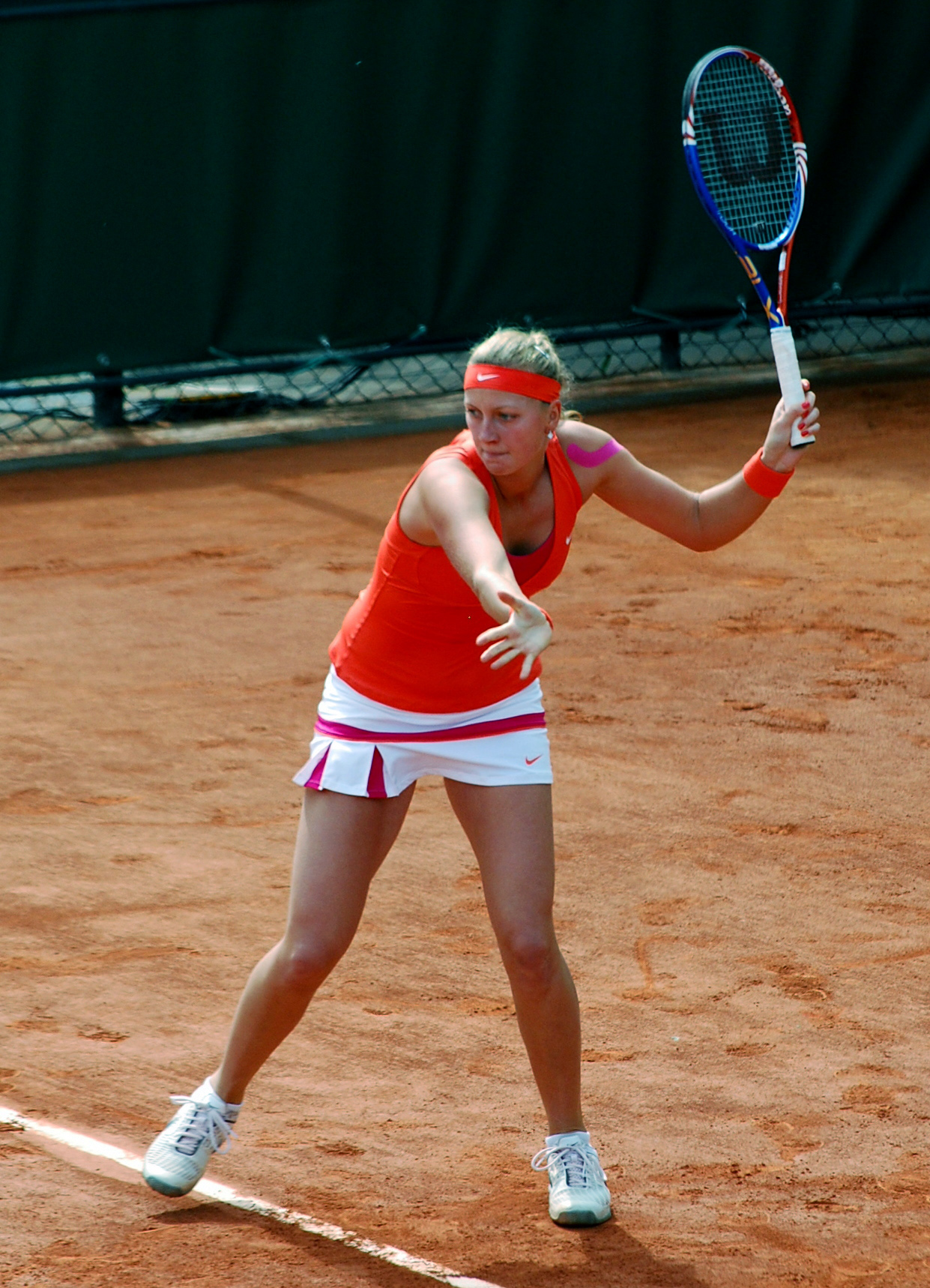
Kvitova al Roland Garros (2011).

El salt de qualitat definitiu i de regularitat es va produir durant la temporada 2011. Des de bon principi va aconseguir bons resultats i va poder mantenir el nivell durant el final de temporada. En el primer torneig de l'any a Brisbane va aconseguir el segon títol de la seva carrera, superant a Andrea Petkovic en la final. A l'Open d'Austràlia va avançar fins a quarts de final, on va perdre contra Zvonariova, número 2 del rànquing mundial. Pel camí destaca la victòria davant Stosur, cinquena cap de sèrie i favorita local. El gran inici de temporada li va permetre escalar fins al lloc 18 del rànquing. A París va guanyar el segon títol de l'any superant a la número 1 del món i recent campiona de l'Open d'Austràlia. Després d'un nou salt fins a la posició 14, va ajudar l'equip txec de la Copa Federació a superar les semifinals contra l'equip belga. A Madrid va guanyar un nou títol després de vèncer a Zvonariova, Li Na, i Azàrenka en la final. Amb aquest títol va debutar en el Top 10. Va iniciar el Roland Garros com a novena cap de sèrie però fou eliminada a quarta ronda per Li Na, campiona final del Grand Slam. En l'etapa de gespa, Kvitová fou finalista a Eastbourne després de caure contra Marion Bartoli. Seguidament va disputar el torneig Wimbledon com a vuitena cap de sèrie. Després de superar a Azàrenka a semifinals es va plantar en la seva primera final de Grand Slam, on va superar en la final a Xaràpova fàcilment en dos sets, antiga campiona del torneig. Des del 1990 que cap tennista esquerrana no guanyava aquest títol, quan ho va fer la txecoslovaca Martina Navrátilová. També es donà la curiositat que era la primera tennista nascuda en els anys 90 en guanyar un títol de Grand Slam. En els torneigs posteriors no va prosseguir amb la ratxa de victòries i va caure ràpidament en tot ells, inclosa la derrota en primera ronda del US Open contra Alexandra Dulgheru. Era la primera ocasió on una campiona d'un Grand Slam no guanyava ni un sol set en el següent Grand Slam. El seu rendiment va millorar a Tòquio, on va poder arribar a semifinals caient contra Zvonariova, i va ascendir fins al número 5 del rànquing mundial. Malgrat que a Pequín no va superar la segona ronda, com que Zvonareva no va poder defensar els punts de l'edició anterior, va pujar una posició més en el rànquing. Com a preparació de la Copa Masters, va disputar el torneig Linz i va aconseguir el cinquè títol de la temporada vencent a Dominika Cibulková en la final. Per tancar la temporada del circuit WTA, va entrar per primera vegada a la Copa Masters celebrada a Istanbul. En la fase Round Robin va guanyar els tres partits que va disputar contra Zvonariova, Wozniacki i Agnieszka Radwańska en dos sets tots ells. Seguidament va superar les semifinals contra Stosur i també la final contra Azàrenka. Després d'aquesta magnífica temporada va acabar l'any en la segona posició del rànquing mundial.

## Palmarès

### Individual: 42 (31−11)
| 2009 − 2020                                          | Després de 2021 |
| ---------------------------------------------------- | --------------- |
| Grand Slam (2−1)                                     |                 |
| WTA Finals (1−1)                                     |                 |
| WTA Tournament of Champions / WTA Elite Trophy (1−0) |                 |
| Premier Mandatory (3−1)                              | WTA 1000 (1−1)  |
| Premier 5 (4−2)                                      | WTA 1000 (1−1)  |
| Premier (12−2)                                       | WTA 500 (3−0)   |
| International (4−3)                                  | WTA 250 (0−0)   |

| Títols per superfície |
| --------------------- |
| Dura (20−9)           |
| Gespa (6−1)           |
| Terra batuda (5−1)    |

| Resultat   | Núm. | Data                   | Torneig                                   | Superfície       | Oponent en la final  | Marcador         |
| ---------- | ---- | ---------------------- | ----------------------------------------- | ---------------- | -------------------- | ---------------- |
| Guanyadora | 1.   | 16 de gener de 2009    | Hobart, Austràlia                         | Dura             | Iveta Benešová       | 7−5, 6−1         |
| Finalista  | 1.   | 18 d'octubre de 2009   | Linz, Àustria                             | Dura (i)         | Yanina Wickmayer     | 3−6, 4−6         |
| Guanyadora | 2.   | 8 de gener de 2011     | Brisbane, Austràlia                       | Dura             | Andrea Petkovic      | 6−1, 6−3         |
| Guanyadora | 3.   | 13 de febrer de 2011   | París, França                             | Dura (i)         | Kim Clijsters        | 6−4, 6−3         |
| Guanyadora | 4.   | 8 de maig de 2011      | Madrid, Espanya                           | Terra batuda     | Viktória Azàrenka    | 7−6(3), 6−4      |
| Finalista  | 2.   | 18 de juny de 2011     | Eastbourne, Regne Unit                    | Gespa            | Marion Bartoli       | 1−6, 6−4, 5−7    |
| Guanyadora | 5.   | 2 de juliol de 2011    | Wimbledon, Regne Unit                     | Gespa            | Maria Xaràpova       | 6−3, 6−4         |
| Guanyadora | 6.   | 16 d'octubre de 2011   | Linz, Àustria                             | Dura (i)         | Dominika Cibulková   | 6−4, 6−1         |
| Guanyadora | 7.   | 30 d'octubre de 2011   | WTA Tour Championships, Istanbul, Turquia | Dura (i)         | Viktória Azàrenka    | 7−5, 4−6, 6−3    |
| Guanyadora | 8.   | 13 d'agost de 2012     | Mont-real, Canadà                         | Dura             | Li Na                | 7−5, 2−6, 6−3    |
| Guanyadora | 9.   | 26 d'agost de 2012     | New Haven, Estats Units                   | Dura             | Maria Kirilenko      | 7−6(9), 7−5      |
| Guanyadora | 10.  | 23 de febrer de 2013   | Dubai, Emirats Àrabs Units                | Dura             | Sara Errani          | 6−2, 1−6, 6−1    |
| Finalista  | 3.   | 14 d'abril de 2013     | Katowice, Polònia                         | Terra batuda (i) | Roberta Vinci        | 6−7(2), 1−6      |
| Finalista  | 4.   | 24 d'agost de 2013     | New Haven                                 | Dura             | Simona Halep         | 2−6, 2−6         |
| Guanyadora | 11.  | 28 de setembre de 2013 | Tòquio, Japó                              | Dura             | Angelique Kerber     | 6−2, 0−6, 6−3    |
| Guanyadora | 12.  | 5 de juliol de 2014    | Wimbledon (2)                             | Gespa            | Eugenie Bouchard     | 6−3, 6−0         |
| Guanyadora | 13.  | 23 d'agost de 2014     | New Haven (2)                             | Dura             | Magdaléna Rybáriková | 6−4, 6−2         |
| Guanyadora | 14.  | 27 de setembre de 2014 | Wuhan, Xina                               | Dura             | Eugenie Bouchard     | 6−3, 6−4         |
| Finalista  | 5.   | 5 d'octubre de 2014    | Pequín, Xina                              | Dura             | Maria Xaràpova       | 4−6, 6−2, 4−6    |
| Guanyadora | 15.  | 16 de gener de 2015    | Sydney, Austràlia                         | Dura             | Karolína Plíšková    | 7−6(5), 7−6(6)   |
| Guanyadora | 16.  | 9 de maig de 2015      | Madrid (2)                                | Terra batuda     | Svetlana Kuznetsova  | 6−1, 6−2         |
| Guanyadora | 17.  | 29 d'agost de 2015     | New Haven (3)                             | Dura             | Lucie Šafářová       | 6−7(6), 6−2, 6−2 |
| Finalista  | 6.   | 1 de novembre de 2015  | WTA Finals, Singapur                      | Dura (i)         | Agnieszka Radwańska  | 2−6, 6−3, 3−6    |
| Guanyadora | 18.  | 1 d'octubre de 2016    | Wuhan (2)                                 | Dura             | Dominika Cibulková   | 6−1, 6−1         |
| Finalista  | 7.   | 22 d'octubre de 2016   | Luxemburg, Luxemburg                      | Dura (i)         | Monica Niculescu     | 4−6, 0−6         |
| Guanyadora | 19.  | 6 de novembre de 2016  | WTA Elite Trophy, Zhuhai, Xina            | Dura (i)         | Elina Svitolina      | 6−4, 6−2         |
| Guanyadora | 20.  | 25 de juny de 2017     | Birmingham, Regne Unit                    | Gespa            | Ashleigh Barty       | 4−6, 6−3, 6−2    |
| Guanyadora | 21.  | 4 de febrer de 2018    | Sant Petersburg, Rússia                   | Dura (i)         | Kristina Mladenovic  | 6−1, 6−2         |
| Guanyadora | 22.  | 18 de febrer de 2018   | Doha, Qatar                               | Dura             | Garbiñe Muguruza     | 3−6, 6−3, 6−4    |
| Guanyadora | 23.  | 5 de maig de 2018      | Praga, República Txeca                    | Terra batuda     | Mihaela Buzărnescu   | 4−6, 6−2, 6−3    |
| Guanyadora | 24.  | 12 de maig de 2018     | Madrid (3)                                | Terra batuda     | Kiki Bertens         | 7−6(6), 4−6, 6−3 |
| Guanyadora | 25.  | 24 de juny de 2018     | Birmingham (2)                            | Gespa            | Magdaléna Rybáriková | 4−6, 6−1, 6−2    |
| Guanyadora | 26.  | 12 de gener de 2019    | Sydney (2)                                | Dura             | Ashleigh Barty       | 1−6, 7−5, 7−6(3) |
| Finalista  | 8.   | 26 de gener de 2019    | Open d'Austràlia, Austràlia               | Dura             | Naomi Osaka          | 6−7(2), 7−5, 4−6 |
| Finalista  | 9.   | 23 de febrer de 2019   | Dubai (2)                                 | Dura             | Belinda Bencic       | 3−6, 6−1, 2−6    |
| Guanyadora | 27.  | 28 d'abril de 2019     | Stuttgart, Alemanya                       | Terra batuda     | Anett Kontaveit      | 6−3, 7−6(2)      |
| Finalista  | 10.  | 29 de febrer de 2020   | Doha                                      | Dura             | Arina Sabalenka      | 3−6, 3−6         |
| Guanyadora | 28.  | 6 de març de 2021      | Doha (2)                                  | Dura             | Garbiñe Muguruza     | 6−2, 6−1         |
| Guanyadora | 29.  | 25 de juny de 2022     | Eastbourne                                | Gespa            | Jeļena Ostapenko     | 6−3, 6−2         |
| Finalista  | 11.  | 21 d'agost de 2022     | Cincinnati, Estats Units                  | Dura             | Caroline Garcia      | 2−6, 4−6         |
| Guanyadora | 30.  | 1 d'abril de 2023      | Miami, Estats Units                       | Dura             | Ielena Ribàkina      | 7−6(14), 6−2     |
| Guanyadora | 31.  | 25 de juny de 2023     | Berlín, Alemanya                          | Gespa            | Donna Vekić          | 6−2, 7−6(6)      |

### Equips: 7 (7−0)
| Resultat   | Núm. | Data                      | Torneig                                    | Superfície | Equip                                                  | Oponents                                                             | Marcador |
| ---------- | ---- | ------------------------- | ------------------------------------------ | ---------- | ------------------------------------------------------ | -------------------------------------------------------------------- | -------- |
| Guanyadora | 1.   | 5−6 de novembre de 2011   | Copa Federació, Moscou, Rússia             | Dura (i)   | Lucie Hradecká Květa Peschke Lucie Šafářová            | Maria Kirilenko Svetlana Kuznetsova A. Pavliutxénkova Ielena Vesninà | 3−2      |
| Guanyadora | 2.   | 7 de gener de 2012        | Copa Hopman, Perth, Austràlia              | Dura       | Tomáš Berdych                                          | Marion Bartoli Richard Gasquet                                       | 2−0      |
| Guanyadora | 3.   | 3−4 de novembre de 2012   | Copa Federació, Praga, República Txeca (2) | Dura (i)   | Andrea Hlaváčková Lucie Hradecká Lucie Šafářová        | Ana Ivanović Jelena Janković Bojana Jovanovski Aleksandra Krunić     | 3−1      |
| Guanyadora | 4.   | 8−9 de novembre de 2014   | Copa Federació, Praga (3)                  | Dura (i)   | Andrea Hlaváčková Lucie Hradecká Lucie Šafářová        | Julia Görges Angelique Kerber Sabine Lisicki Andrea Petkovic         | 3−1      |
| Guanyadora | 5.   | 14−15 de novembre de 2015 | Copa Federació, Praga (4)                  | Dura (i)   | Karolína Plísková Lucie Šafářová Barbora Strýcová      | Iekaterina Makàrova A. Pavliutxénkova Ielena Vesninà Maria Xaràpova  | 3−2      |
| Guanyadora | 6.   | 12−13 de novembre de 2016 | Copa Federació, Estrasburg, França (5)     | Dura (i)   | Lucie Hradecká Karolína Plísková Barbora Strýcová      | Alizé Cornet Caroline Garcia Kristina Mladenovic Pauline Parmentier  | 3−2      |
| Guanyadora | 7.   | 10−11 de novembre de 2018 | Copa Federació, Praga (6)                  | Dura (i)   | Barbora Krejčiková Katerina Siniakova Barbora Strýcová | Danielle Collins Sofia Kenin Nicole Melichar Alison Riske            | 3−0      |

## Trajectòria

### Individual
| Torneig | 2007  | 2008  | 2009        | 2010        | 2011        | 2012  | 2013        | 2014        | 2015        | 2016  | 2017        | 2018        | 2019        | 2020        | 2021        | 2022        | 2023 | 2024 | Títols    | V – D     |
| --- | ----- | ----- | ----------- | ----------- | ----------- | ----- | ----------- | ----------- | ----------- | ----- | ----------- | ----------- | ----------- | ----------- | ----------- | ----------- | ---- | ---- | --------- | --------- |
| Open d'Austràlia | A     | Q1    | 1R          | 2R          | QF          | SF    | 2R          | 1R          | 3R          | 2R    | A           | 1R          | F           | QF          | 2R          | 1R          | 2R   |      | 0 / 14    | 26 – 14   |
| Roland Garros | A     | 4R    | A           | 1R          | 4R          | SF    | 3R          | 3R          | 4R          | 3R    | 2R          | 3R          | A           | SF          | 2R          | 2R          | 1R   |      | 0 / 14    | 30 – 14   |
| Wimbledon | A     | 1R    | 2R          | SF          | G           | QF    | QF          | G           | 3R          | 2R    | 2R          | 1R          | 4R          | NC          | 1R          | 3R          | 4R   |      | 2 / 15    | 39 – 13   |
| US Open | Q2    | 1R    | 4R          | 3R          | 1R          | 4R    | 3R          | 3R          | QF          | 4R    | QF          | 3R          | 2R          | 4R          | 3R          | 4R          | 2R   |      | 0 / 16    | 35 – 16   |
| Jocs Olímpics | NC    | A     | No celebrat | No celebrat | No celebrat | QF    | No celebrat | No celebrat | No celebrat | 3a    | No celebrat | No celebrat | No celebrat | No celebrat | 2R          | NC          | NC   |      | 0 / 3     | 9 – 3     |
| WTA Finals | A     | A     | A           | A           | G           | RR    | SF          | RR          | F           | A     | A           | RR          | RR          | NC          | A           |             |      |      | 1 / 7     | 10 – 14   |
| WTA Elite Trophy | A     | A     | A           | A           | A           | A     | A           | A           | A           | G     | A           | A           | A           | No celebrat | No celebrat | No celebrat |      |      | 1 / 1     | 4 – 0     |
| Total Victòries−Derrotes | 41−12 | 37−21 | 23−21       | 24−25       | 60−13       | 46−17 | 51−23       | 43−16       | 38−17       | 46−23 | 18−10       | 47−17       | 37−16       | 20−6        | 29−17       |             |      |      | 485 – 231 | 485 – 231 |
| Rànquing a final d'any | 157   | 44    | 62          | 34          | 2           | 8     | 6           | 4           | 6           | 11    | 29          | 7           | 7           | 8           | 17          |             |      |      |           |           |
| Llegenda: G: Guanyadora; F: Finalista; SF: Semifinalista; QF: Quarts de final; Q: Qualificació; A: Absent; RR: Round Robin; |       |       |             |             |             |       |             |             |             |       |             |             |             |             |             |             |      |      |           |           |

## Guardons
- WTA Player of the Year (2011)
- ITF World Champion (2011)
- WTA Newcomer of the Year (2010)
- WTA Most Improved Player of the Year (2011)
- Karen Krantzcke Sportsmanship Award (2011)